# Tom Robyns
Tom Robyns, né le 14 mai 1991 à Hasselt en Belgique, est un handballeur international belge. Il joue au poste de demi-centre au Saint-Cyr Handball.

## Biographie

### En club
Natif d'Hasselt, Tom Robyns commença sa carrière au sein du club de sa ville natale l'Initia HC Hasselt, club phare du championnat belge. En 2018, il quitta son pays pour rejoindre le pays voisin au sein du club française de Strasbourg Eurométropole Handball et découvre alors pour la première fois le niveau professionnel en Proligue. Après une saison, il signe en faveur du Massy Essonne Handball avant de rejoindre en 2020 le Saran Loiret Handball où il fera ses premiers pas en Liqui Moly Starligue. 

### En sélection
Tom Robyns effectua ses débuts internationaux en 2013, à l'âge de 18 ans. Il est sélectionné pour participer au premier tournoi majeur de son pays : le Mondial 2023. 

## Palmarès

### En club
- Vainqueur du Championnat de Belgique (3) en 2011, 2013 et 2014
- Vainqueur de la Coupe de Belgique en 2011 et 2014
- Vainqueur du la BeNe League en 2016
- Vainqueur de la Proligue (D2) en 2021